# إلمر روزنبرغ
إلمر روزنبرغ (بالإنجليزية: Elmer Rosenberg)‏ هو نقابي وسياسي أمريكي، ولد في 1885، وتوفي في 1 أبريل 1951. انتخب عضو جمعية ولاية نيويورك.